# Bannermanite
La bannermanite è un minerale.